# 이리시·익산군 (1963년 선거구)
이리시·익산군은 대한민국의 옛 국회의원 선거구이다. 당시 전라북도 이리시와 익산군 지역을 관할했다.

## 역사
제6대 국회의원 선거를 앞두고 이리시, 익산군 갑, 익산군 을 선거구가 통합되면서 신설되었다.
제9대 국회의원 선거를 앞두고 군산시·옥구군 선거구와 통합되어 군산시·옥구군·이리시·익산군 선거구를 이루게 되면서 폐지되었다.

## 역대 국회의원
| 선거   | 정당 | 정당       | 의원   |
| ------ | ---- | ---------- | ------ |
| 1963년 |      | 민주공화당 | 김성철 |
| 1967년 |      | 민주공화당 | 김성철 |
| 1971년 |      | 신민당     | 김현기 |

## 역대 선거 결과

### 대한민국 제6대 국회의원 선거
|  | 38.95% |

|  | 22.30% |

|  | 18.05% |

|  | 13.85% |

|  | 3.86% |

|  | 2.97% |

### 대한민국 제7대 국회의원 선거
|  | 55.32% |

|  | 44.67% |

### 대한민국 제8대 국회의원 선거
|  | 59.36% |

|  | 39.18% |

|  | 0.74% |

|  | 0.69% |